# Lara Fútbol Club
El Lara Fútbol Club fou un club de futbol veneçolà de la ciutat de Barquisimeto.
El 2012 es traslladà a la ciutat de Los Teques, i a continuació a Caracas canviant el nom per Metropolitanos Fútbol Club.

## Palmarès
- Lliga veneçolana de futbol:[1]
  - 1965

- Copa veneçolana de futbol:[2]
  - Finalista 1965, 1968, 1979